# Larry Niven
Pour les articles homonymes, voir Niven.
Œuvres principales
- Cycle de l'Anneau-Monde
- La Poussière dans l'œil de Dieu

Laurence van Cott Niven, dit Larry Niven, né le 30 avril 1938 à Los Angeles, en Californie, est un auteur américain de science-fiction et de fantasy. Son œuvre la plus connue est le roman L'Anneau-Monde publié en 1970, premier livre du cycle de l'Anneau-Monde. Il est l'inventeur de l'univers de fiction Univers connu (en) (Known Space).

## Biographie
Larry Niven est diplômé en mathématiques à l'université Washburn, Topeka, Kansas, en 1962. Il a vécu ensuite dans les environs de Los Angeles.

## Œuvres

### Univers deL'Anneau-Monde

#### Cycle de l'Anneau-Monde
1. L'Anneau-Monde, OPTA, coll. « Club du livre d'anticipation », 1973 ((en) Ringworld, 1970)
2. Les Ingénieurs de l'Anneau-Monde, OPTA, coll. « Club du livre d'anticipation », 1982 ((en) The Ringworld Engineers, 1980)
3. Le Trône de l'Anneau-Monde (en), Mnémos, coll. « Icares SF », 2006 ((en) The Ringworld Throne, 1996)
4. Les Enfants de l'Anneau-Monde (en), Mnémos, coll. « Icares SF », 2007 ((en) Ringworld's Children, 2004)

#### Série annexe auCycle de l'Anneau-Monde
Cette série a été coécrite avec Edward M. Lerner (en).
1. (en) Fleet of Worlds, 2007
2. (en) Juggler of Worlds, 2008
3. (en) Destroyer of Worlds, 2009
4. (en) Betrayer of Worlds, 2010
5. (en) Fate of Worlds, 2012Ce roman est également une conclusion du Cycle de l'Anneau-Monde

#### Série d'anthologiesMan-Kzin Wars
1. (en) The Man-Kzin Wars, 1988
2. (en) Man-Kzin Wars II, 1989
3. (en) Man-Kzin Wars III, 1990
4. (en) Man-Kzin Wars IV, 1991
5. (en) Man-Kzin Wars V, 1992
6. (en) Man-Kzin Wars VI, 1994
7. (en) Man-Kzin Wars VII, 1995
8. (en) Man-Kzin Wars VIII: Choosing Names, 1998
9. (en) Man-Kzin Wars IX, 2002
10. (en) Man-Kzin Wars X: The Wunder War, 2003
11. (en) Man-Kzin Wars XI, 2005
12. (en) Man-Kzin Wars XII, 2009
13. (en) Man-Kzin Wars XIII, 2012
14. (en) Man-Kzin Wars XIV, 2013
15. (en) Man-Kzin Wars XV, 2019

### SérieMoties(The CoDominium)
Cette série a été coécrit avec Jerry Pournelle.
1. La Poussière dans l'œil de Dieu, Albin Michel, coll. « Super+Fiction », 1981 ((en) The Mote in God's Eye, 1974)
2. (en) The Gripping Hand, 1993

### SérieIntegral Trees
1. (en) The Integral Trees, 1984
2. (en) The Smoke Ring, 1987

### SérieHeorot
Cette série est coécrite avec Steven Barnes et Jerry Pournelle.
1. (en) The Legacy of Heorot, 1987
2. (en) Beowulf's Children, 1995
3. (en) Starborn & Godsons, 2020

### SérieBowl of Heaven
Cette série est coécrite avec Gregory Benford.
1. (en) Bowl of Heaven, 2012
2. (en) Shipstar, 2014
3. (en) Glorious, 2020

### Romans indépendants
- Le Monde des Ptavvs, OPTA, coll. « Club du livre d'anticipation », 1974 ((en) World of Ptavvs, 1966)
- Un cadeau de la Terre, Mnémos, 2019 ((en) A Gift From Earth, 1968)Paru dans le recueil Espace connu
- Protecteur, Albin Michel, coll. « Super-Fiction », 1976 ((en) Protector, 1973)
- (en) Inferno, 1976Écrit avec Jerry Pournelle. Nommé au prix Nebula du meilleur roman
- (en) Lucifer's Hammer, 1977Écrit avec Jerry Pournelle. Nommé au prix Hugo du meilleur roman
- Un monde hors du temps, Albin Michel, coll. « Super-Fiction », 1978 ((en) A World Out of Time)  (ISBN 978-2226006301)
- (en) The Descent of Anansi, 1982Écrit avec Steven Barnes.
- (en) Oath of Fealty, 1982Écrit avec Jerry Pournelle.
- (en) Limits, 1985
- (en) Footfall, 1985Écrit avec Jerry Pournelle.
- (en) N-Space, 1990
- (en) Playgrounds of the Mind, 1991
- (en) Fallen Angels, 1991Écrit avec Michael F. Flynn et Jerry Pournelle.
- (en) Achilles' Choice, 1991Écrit avec Steven Barnes.
- (en) Rainbow Mars, 1999
- (en) Scatterbrain, 2003
- (en) The Flying Sorcerers, 2004Écrit avec David Gerrold.
- (en) The Draco Tavern, 2006
- (en) Escape from Hell, 2009Écrit avec Jerry Pournelle.

### Nouvelles
- (en) Tales of Known Space, 1964Publié dans le magazine Worlds of If
- L'Étoile invisible, 1968 ((en) Neutron Star, 1966)Prix Hugo de la meilleure nouvelle courte 1967
- L'Homme puzzle, in anthologie Dangereuses Visions, 1967
- Reviens, Carol !, OPTA, 1969 ((en) By Mind Alone, 1966)Publiée dans la revue Galaxie no 57, puis dans l'anthologie Utopiales 10 publiée par ActuSF, coll. « Les Trois Souhaits », en 2010
- La Fin des magiciens, 1973 ((en) Not Long Before the End, 1969)Publiée dans la revue Fiction no 236

### Divers
- (en) Green LanternComics
- Land of the Lost (1974–1976), série tv (scripts)
- Au-delà du réel (saison 2, épisode 12) Inconstant Moon (Clair de lune) 1996
- Star Trek : La série animée (scénario)
- DC Comics Graphic Novel (1983-1986) The Magic Goes Away avec Paul Kupperberg & Jan Duursema
- Magic : l'assemblée : la célèbre carte Disque de Nevinyrral comprend l'anagramme de Larry Niven et fait référence à l'Anneau-Monde.

## Récompenses
- Prix Hugo de la meilleure nouvelle courte 1967 pour Neutron Star
- Prix Hugo de la meilleure nouvelle longue 1976 pour The Borderland of Sol
- Prix Prometheus 1992 pour Fallen Angels